# Joshua Cheptegei
Joshua Kiprui Cheptegei (Kapchorwa, 12 de septiembre de 1996) es un deportista ugandés que compite en atletismo, especialista en las carreras de fondo y de campo a través.
Participó en tres Juegos Olímpicos de Verano, obteniendo tres medallas, dos en Tokio 2020, oro en la prueba de 5000 m y plata en los 10 000 m, y una de oro en París 2024, en los 10 000 m, y en Río de Janeiro 2016 fue sexto en 10 000 m y octavo en 5000 m.
Ganó cuatro medallas en el Campeonato Mundial de Atletismo entre los años 2017 y 2023, y una medalla de bronce en el Campeonato Mundial de Media Maratón de 2020. En el Campeonato Mundial de Campo a Través obtuvo cinco medallas entre los años 2019 y 2024.
En 2020 batió la plusmarca mundial de los 5000 m (12:35.36) y de los 10 000 m (26:11,00).

## Palmarés internacional
| Juegos Olímpicos                    | Juegos Olímpicos        | Juegos Olímpicos  | Juegos Olímpicos |
| Año                                 | Lugar                   | Medalla           | Prueba           |
| ----------------------------------- | ----------------------- | ----------------- | ---------------- |
| 2020                                | Tokio (Japón)           | Medalla de oro    | 5000 m           |
| 2020                                | Tokio (Japón)           | Medalla de plata  | 10 000 m         |
| 2024                                | París (Francia)         | Medalla de oro    | 10 000 m         |
| Campeonato Mundial                  |                         |                   |                  |
| Año                                 | Lugar                   | Medalla           | Prueba           |
| 2017                                | Londres (Reino Unido)   | Medalla de plata  | 10 000 m         |
| 2019                                | Doha (Catar)            | Medalla de oro    | 10 000 m         |
| 2022                                | Eugene (Estados Unidos) | Medalla de oro    | 10 000 m         |
| 2023                                | Budapest (Hungría)      | Medalla de oro    | 10 000 m         |
| Campeonato Mundial de Media Maratón |                         |                   |                  |
| Año                                 | Lugar                   | Medalla           | Prueba           |
| 2020                                | Gdynia (Polonia)        | Medalla de bronce | Equipo           |

| Campeonato Mundial | Campeonato Mundial   | Campeonato Mundial | Campeonato Mundial |
| Año                | Lugar                | Medalla            | Prueba             |
| ------------------ | -------------------- | ------------------ | ------------------ |
| 2019               | Aarhus (Dinamarca)   | Medalla de oro     | Individual         |
| 2019               | Aarhus (Dinamarca)   | Medalla de oro     | Equipo             |
| 2023               | Bathurst (Australia) | Medalla de bronce  | Individual         |
| 2023               | Bathurst (Australia) | Medalla de bronce  | Equipo             |
| 2024               | Belgrado (Serbia)    | Medalla de plata   | Equipo             |